# Kasteel van Sallenôves
Het Kasteel van Sallenoves (Frans: Château de Sallenoves) is een kasteel in de Franse gemeente Marlioz. Het kasteel is een beschermd historisch monument sinds 1931.